# Pulau Tengah (Pangean)
Pulau Tengah is een bestuurslaag in het regentschap Kuantan Singingi van de provincie Riau, Indonesië. Pulau Tengah telt 547 inwoners (volkstelling 2010).